# IFilter
IFilter是一个插件，允许Microsoft的搜索引擎索引各种文件格式（如文档、电子邮件附件、数据库记录、音频元数据等）能够被搜索到。如果没有适合的IFilter，搜索引擎将无法解析文件并为其建立索引。
它们可以作为独立软件包获取，也可以与某些软件捆绑在一起，如Adobe Reader, LibreOffice, Microsoft Office 和 OpenOffice。
它还指实现此类插件所需的软件接口。

## 工作原理
IFilter充当搜索引擎提取全文和元数据的插件。通常分两个步骤工作：
1. 搜索引擎经过指定的位置，例如文件夹或数据库，并在后台索引所有文档或新修改的文档，包括各种类型的文档，并创建内部数据以存储索引结果。
2. 用户指定要搜索的一些关键字，搜索引擎通过查找索引结果并响应包含关键字的所有文档来立即回应查询。

在第1步中，搜索引擎本身无法理解文档的格式。因此，它将在Windows注册表上寻找合适的IFilter，以从文档格式中提取数据，过滤掉嵌入的格式和任何其他非文本数据。

## 搜索引擎
Windows Indexing Service和更新的Windows Search、Windows Desktop Search、MSN Desktop Search、Internet Information Server、SharePoint Portal Server、Windows SharePoint Services（WSS）、Site Serve、Exchange Server、SQL Server以及所有其他基于Microsoft Search技术支持的索引技术产品。此外，SQL Server将IFilter用作SQL Server全文搜索服务的组件。